# Dissay-sous-Courcillon
Dissay-sous-Courcillon ist eine französische Gemeinde mit 942 Einwohnern (Stand: 1. Januar 2022) im Département Sarthe in der Region Pays de la Loire; sie gehört zum Arrondissement La Flèche und zum Kanton Montval-sur-Loir.

## Geografie
Dissay-sous-Courcillon liegt etwa 43 Kilometer südsüdöstlich von Le Mans am Fluss Escotais (der hier Nais genannt wird) und seinem Nebenfluss Vandœuvre, die an der nördlichen Gemeindegrenze in den Loir einmünden. Umgeben wird Dissay-sous-Courcillon von den Nachbargemeinden Montval-sur-Loir im Norden und Westen, Marçon im Norden und Nordosten, Beaumont-sur-Dême im Osten und Nordosten, Épeigné-sur-Dême im Osten, Villebourg im Süden und Südosten, Saint-Christophe-sur-le-Nais im Süden, Saint-Pierre-de-Chevillé im Südwesten sowie Nogent-sur-Loir im Westen.

## Bevölkerungsentwicklung
| Jahr                       | 1962 | 1968 | 1975 | 1982 | 1990 | 1999 | 2006 | 2013 | 2018 | 2021 |
| Einwohner                  | 1066 | 1029 | 949  | 952  | 910  | 900  | 972  | 960  | 923  | 918  |
| Quellen: Cassini und INSEE |      |      |      |      |      |      |      |      |      |      |

## Sehenswürdigkeiten
- Menhire: „Menhir de la Serpinerie“, „Menhir de la Pierre Levée“ und „Menhir de Haute-Crane“.
- Reste des Klosters Bonlieu, gegründet 1219, während der Französischen Revolution zerstört
- Kirche Saint-Jean aus dem 12. Jahrhundert
- Priorat aus dem 12. Jahrhundert
- Schloss Courcillon, ursprünglich aus dem 11. Jahrhundert, Umbauten aus den späteren Jahrhunderten
- Reste der Burg Vernay aus dem 13. Jahrhundert
- Herrenhäuser von Bonlieu und La Jolivière
- Mühlen

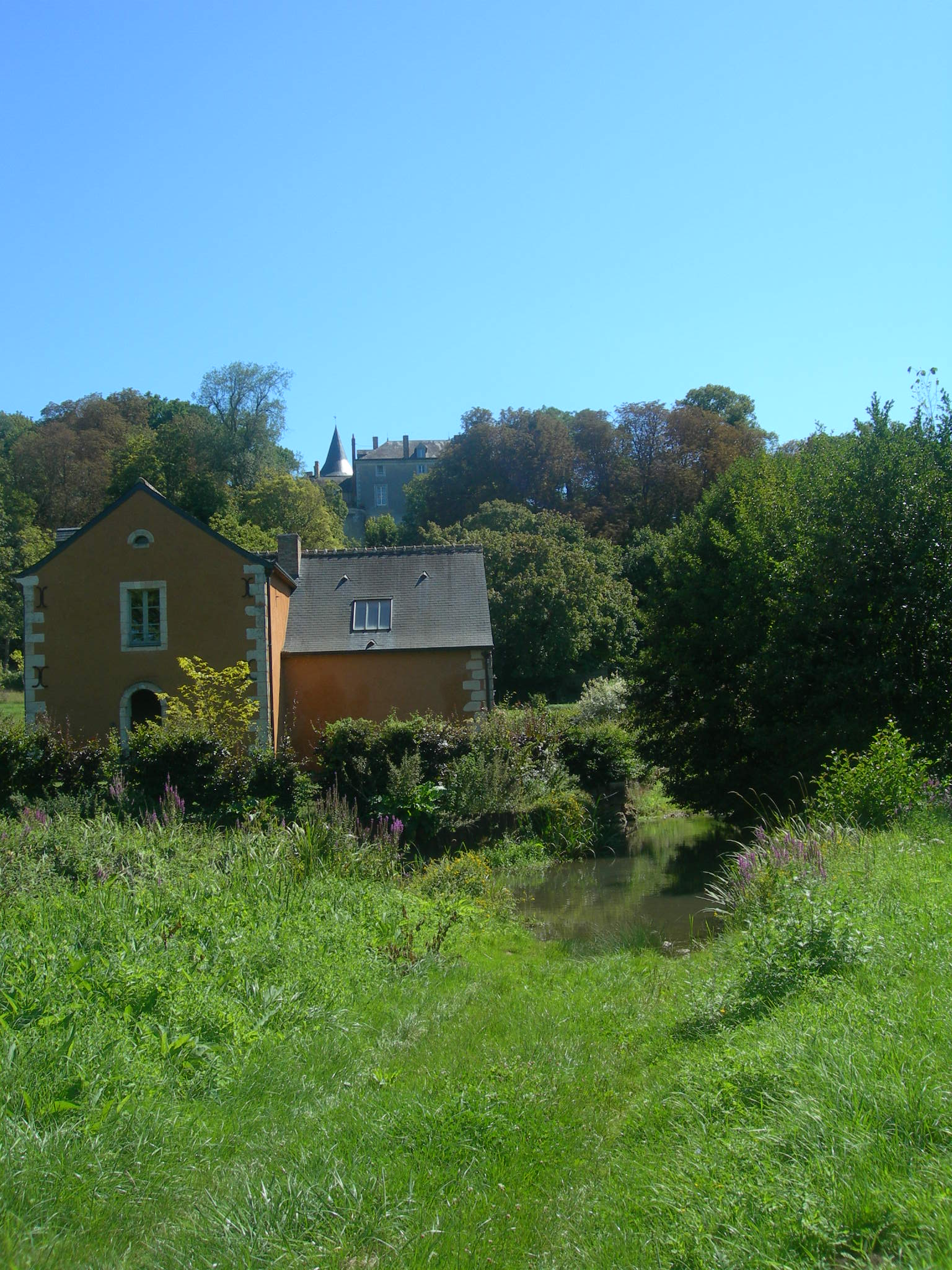
Mühle, im Hintergrund das Schloss Courcillon
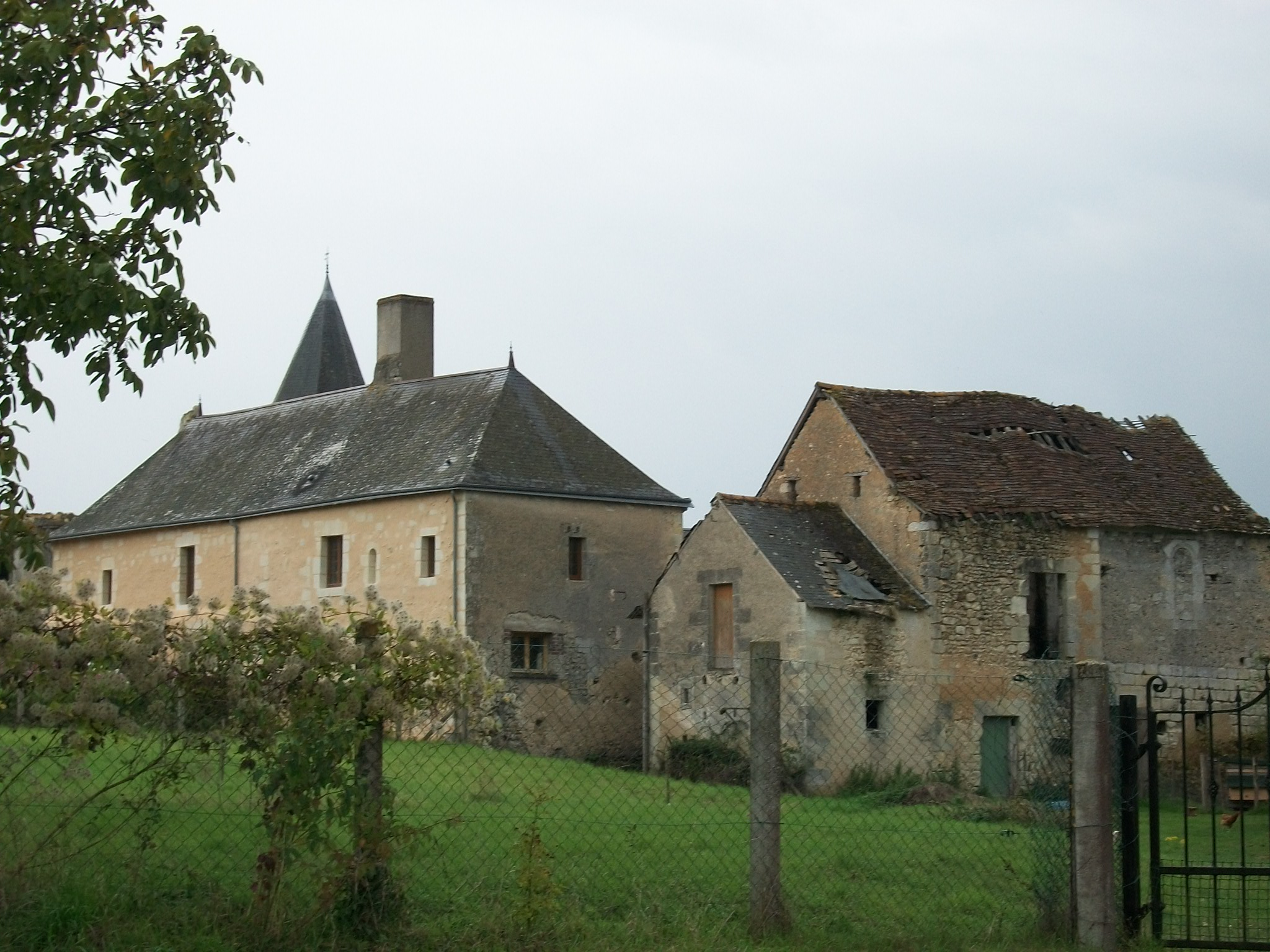
Reste der Burganlage von Vernay
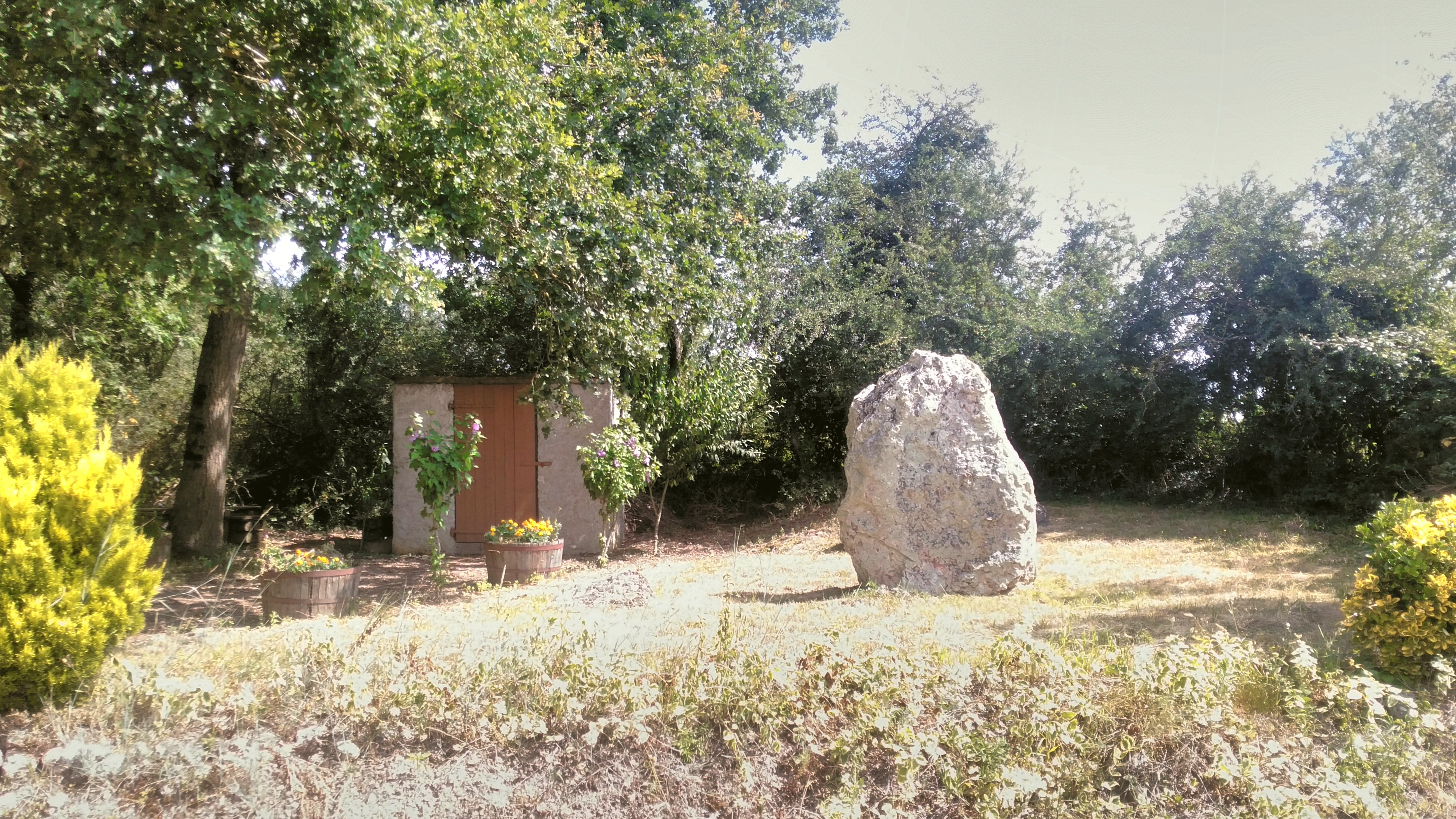
Menhir Pierre Levée